# Johann von Henriquez
Johann Nepomuk Ritter von Henriquez (Bjelovar, 16. svibnja 1861. – Budimpešta, 12. siječnja 1924.) je bio austrougarski general i vojni zapovjednik. Tijekom Prvog svjetskog rata zapovijedao je XII. korpusom i 2. sočanskom armijom na Istočnom i Talijanskom bojištu. 

## Vojna karijera
Johann von Henriquez je rođen 16. svibnja 1861. u Bjelovaru. Sin je Gustava von Henriqueza, inače general pukovnika u austrijskoj vojsci. Osnovnu i srednju školu pohađa u Olomoucu. Od 1878. pohađa Terezijansku vojnu akademiju u Bečkom Novom Mjestu koju završava 1881. godine, dok od 1884. pohađa Ratnu akademiju u Beču. U studenom 1886. promaknut je u čin poručnika, te se nalazi na službi u stožeru 55. pješačke brigade u Klagenfurtu. Od rujna 1888. služi u stožeru 12. pješačke brigade, nakon čega je u travnju 1890. premješten u stožer IX. korpusa. Te iste godine u svibnju unaprijeđen je u čin satnika, nakon čega se od travnja 1892. nalazi na službi u odjelu za mapiranje. U navedenom odjelu služi do svibnja 1893. kada je premješten u stožer IX. korpusa sa sjedištem u Budimpešti, nakon čega od siječnja 1895. nalazi na službi u 3. pješačkoj pukovniji u Bosni i Hercegovini. U svibnju 1896. imenovan je načelnikom stožera u 34. pješačkoj diviziji na kojoj dužnosti se nalazi do veljače 1897. kada postaje načelnikom stožera 31. pješačke divizije smještene u Budimpešti. U međuvremenu je, u studenom 1896., promaknut u čin bojnika.
U studenom 1899. unaprijeđen je u čin potpukovnika, dok je u listopadu 1900. imenovan zapovjednikom 3. bojne 82. pješačke pukovnije, da bi nakon toga od lipnja 1902. zapovijedao 2. bojnom navedene pukovnije. U svibnju 1903. promaknut je u čin pukovnika, nakon čega u srpnju 1904. postaje zapovjednikom 82. pješačke pukovnije koja je bila smještena u Bistriti. Od kolovoza 1909. zapovijeda 17. pješačkom brigadom i časničkom školom smještenom u Pragu, dok je nekoliko mjeseci poslije, u studenom, promaknut u čin general bojnika. U travnju 1912. postaje zapovjednikom 17. pješačke divizije sa sjedištem u Oradei na čijem čelu dočekuje i početak Prvog svjetskog rata. U studenom te iste godine promaknut je u čin podmaršala.

## Prvi svjetski rat
Na početku Prvog svjetskog rata 17. pješačka divizija nalazila se u sastavu IV. korpusa kojim je zapovijedao Otto Meixner von Zweienstamm. Divizija je najprije bila na Balkanskom bojištu, ali je ubrzo premještena na Istočno gdje u sastavu 2. armije pod zapovjedništvom Eduarda von Böhm-Ermollija sudjeluje u Galicijskoj bitci. Henriquez 17. pješačkom divizijom zapovijeda do studenog 1914. godine kada zbog bolesti mora napustiti mjesto zapovjednika divizije.
Nakon završetka bolovanja u srpnju 1915. preuzima zapovjedništvo nad 15. pješačkom divizijom. Navedenom divizijom zapovijeda međutim, svega mjesec dana, jer u kolovozu postaje zapovjednikom korpusa koji je nazvan njegovim imenom. Navedenim korpusom također zapovijeda svega mjesec dana, te ga na mjestu zapovjednika u rujnu zamjenjuje Emmerich Hadfy. Henriquez pak preuzima mjesto zapovjednika XII. korpusa zamijenivši na tom mjestu Hermanna Kövessa koji je postao zapovjednikom 3. armije. U svibnju 1916. promaknut je u čin generala pješaštva.
U kolovozu 1917. postaje na Talijanskom bojištu zapovjednikom novoformirane 2. sočanske armije. S navedenom armijom sudjeluje u velikoj austro-njemačkoj pobjedi u Bitci kod Kobarida. Drugom sočanskom armijom zapovijeda do siječnja 1918. kada je armija spajanjem s 1. sočanskom armijom rasformirana.

## Poslije rata
Nakon završetka rata Henriquez je s 1. siječnjem 1919. umirovljen. Preminuo je 12. siječnja 1924. u 63. godini života u Budimpešti.

## Vanjske poveznice
(eng.) Johann von Henriquez na stranici Oocities.org

(njem.) Johann von Henriquez na stranici Weltkriege.at